# Worldwar: Upsetting the Balance
Worldwar: Upsetting the Balance (cu sensul de Războiul mondial: Tulburarea balanței) este un roman științifico-fantastic de istorie alternativă din 1996 de Harry Turtledove publicat de editura Del Rey.
Este al treilea roman al tetralogiei Worldwar (Războiul Mondial), precum și a treia parte din seria extinsă Worldwar care include și trilogia Colonization (Colonizare) și romanul Homeward Bound (În drum spre casă). Complotul seriei începe la sfârșitul anului 1941, în timp ce Pământul este sfâșiat de al Doilea Război Mondial. O flotă extraterestră sosește pentru a cuceri planeta, forțând națiunile aflate în război să facă alianțe neplăcute împotriva invadatorilor. Între timp, extratereștrii, care se referă la ei înșiși ca The Race (Rasa), descoperă că inamicul lor (omenirea) este mult mai feroce și mai avansat tehnologic decât se aștepta.
În Worldwar: Upsetting the Balance, acum înarmate cu arme nucleare, Statele Unite și Germania nazistă atacă extratereștrii invadatori cunoscuți sub numele de Rasa.